# Association des employés laïcs du Vatican
L'Associazione Dipendenti Laici Vaticani (ADLV - Association des travailleurs laïcs du Vatican) est le seul syndicat du Vatican. Il représente la majorité des 3000 travailleurs du Vatican. Il a été fondé en 1985 et a organisé sa première grève en 1988. Les autorités du Vatican l'ont reconnu en 1993. Il est affilié à la Confédération syndicale internationale.